# Scincella macrotis
Espèce
Synonymes
- Euprepes macrotis Steindachner, 1867
- Leiolopisma macrotis (Steindachner, 1867)

Scincella macrotis est une espèce de sauriens de la famille des Scincidae.

## Répartition
Cette espèce est endémique des îles Nicobar en Inde,.

## Publication originale
- Steindachner, 1867 : Reise der österreichischen Fregatte Novara um die Erde in den Jahren 1857, 1858, 1859 unter den Befehlen des Commodore B. von Wüllerstorf-Urbair (1861) - Zoologischer Theil - Erste Band - Reptilien p. 1-98.